# Fredsbergs prästgård
Fredsbergs prästgård är en prästgård i Fredsbergs socken i Töreboda kommun. Prästgården består av en manbyggnad uppförd 1802, två flygelbyggnader och en vedbod. Fredsbergs prästgård är byggnadsminne sedan den 17 maj 1994.
Fredsbergs prästgård är en av länets bäst bevarade prästgårdsmiljöer. Tillsammans med omgivande bebyggelse – kyrka, löneboställe och skola – utgör den en särpräglad kulturhistoriskt värdefull miljö. Huvudbyggnaden och den östra flygeln har mycket högt kulturvärde. Den östra flygelns interiör är ovanligt välbevarad.

## Historia
Manbyggnaden är uppförd 1802 som ersättning för en äldre utdömd byggnad på samma plats som tillkom efter brand 1744. Den uppfördes omedelbart norr om den tidigare huvudbyggnaden, nuvarande östra flygeln. Huset lär ursprungligen ha varit torvtäckt, senare med tjärade brädor och därefter med tegel. I början av 1830-talet tillbyggdes huset med tre fönsteraxlar mot väster, källare byggdes under den nybyggda delen. Interiört har byggnaden förändrats vid flera tillfällen, varvid planlösningen delvis förändrats. En genomgripande modernisering genomfördes troligen på 1930-talet då alla äldre eldstäder försvann samt övriga äldre inredningsdetaljer. Två öppna spisar och dörrar tillkom. Byggnaden fungerar numera som församlingshem och hyser fritidsverksamhet.
Den östra flygeln är prästgårdens äldsta byggnad. Den uppfördes av kyrkoherden Erik Afzelius omkring 1750. Dess nuvarande utformning anses härröra från en ombyggnad omkring 1820 varefter en viss modernisering har skett vid sekelskiftet 1900. Huset har senare använts som skola. I Nordiska museets prästgårdsinventering 1917 finns skisser av huset utförda av prosten G T Lundblad, enligt dessa användes södra vindskammaren som adjunktsbostad och nuvarande lanthandelsmuseet var arbetsrum. Enligt muntlig uppgift fungerade huset en tid som hushållsskola då eleverna bodde på vinden och lärarinnan i en av de från matrum respektive kök senare avdelade kamrarna i husets södra ände. Numera fungerar huset som museum med inredningar från skola, lanthandel och postkontor.
Den västra flygeln anges vara uppförd 1875 och har inrymt drängstuga och visthusbod. På vinden är timmerväggen mellan drängstugan och visthusboden rödmålad på ena sidan, vilket antyder att timmer återanvänts vid bygget, eller att boden byggts till en äldre drängstuga. Visthusboden är ombyggd till garage, men drängstugan är förhållandevis oförändrad.
På fastigheten finns dessutom vedbod från cirka 1920 och en källare. Den omgivande trädgårdsanläggningen som finns dokumenterad 1917 är till större delen igenlagd och igenvuxen.

## Beskrivning
Fredbergs prästgård ligger ett stycke norr om kyrkan på byvägens västra sida. Den består av den långsträckta mangårdsbyggnaden orienterad i öst-västlig riktning, med en grusad gårdsplan med gräsrundel i mitten på dess södra sida, och två flygelbyggnader på ömse sidor om gårdsplanen. Den östra flygeln var ursprungligen gårdens huvudbyggnad, den västra flygeln är en drängstuga och före detta visthusbod som numera används som garage. Sydväst om västra flygeln ligger en vedbod. Samtliga byggnader är faluröda timmerhus utom vedboden, som är byggd med stolpverksteknik.
Prästgården har tidigare omgivits av en trädgård, numera består denna av en gräsmatta med spridda fruktträd och övriga större träd. Trädgårdens terrasserade avsatser i sluttningen väster om mangården är dock fortfarande synliga. Uppfarten till mangården flankeras av två granitpelare med en järngrind. Öster om grinden avgränsas gården av ett rödfärgat trästaket, väster om grinden av en häck. Utanför häcken, strax öster om vedboden, ligger en torvtäckt jordkällare. Mellan prästgården och kyrkan ligger löneboställets bostad med tillhörande ekonomibyggnader.

### Östra flygeln
Huset har en sexdelad plan. I Nordiska museets prästgårdsinventering 1917 finns skisser av prosten G T Lundblad, äldre benämningar på rum är hämtade från dessa. Förstugan i mitten av huset har väggar med ljust ockragula pärlspontpaneler. Innanför en panelklädd bräddörr finns en brant trappa till vindsvåningen. Salen norr om förstugan är inredd som skolsal från 1800-talet. Här finns en rektangulär kakelugn och tapeter på väggarna, i taket har troligen suttit väv, nu består det av undertakets ohyvlade brädor. Övriga tak består av hyvlade brädor målade med limfärg. De har dock varit pappklädda och har märken efter pappspik. Söder om förstugan finns ett kök med stor öppen spis med bakugn. Spismuren och väggarnas pärlspontpanel är målade i turkos kulör. Innanför köket finns en kammare, före detta kökskammare/matrum, med gammal inredning från ett postkontor. I söder finns innanför kök, respektive postmuseet, ytterligare två små kammare med vita runda kakelugnar med blå blommor. Innanför trapphuset finns ett rum med en äldre lanthandelsinredning, 1917 fungerade detta som arbetsrum. Norr om lanthandelsmuseet och innanför skolmuseet ligger den före detta sängkammaren, nu inredd som sängkammare/arbetsrum för lärare. Vindsvåningen har två kammare mot norr, dessa har kakelugnar med profilpressade kakel, en brun- och en grönglaserad. Taken är vävspända och väggarna klädda med papp och tapeter. I söder finns en större kammare i samma utförande, 1917 benämnd adjunktsrum. Övriga vindsutrymmet är oinrett sånär som på en vägg som delar av det i husets längdriktning.

### Manbyggnaden
Interiören är renoverad och ändrad ett flertal gånger. Det mesta av äldre inredningar försvann troligen vid en större modernisering omkring 1930 då bland annat dörrarna och ett par öppna spisar tillkom.
I bottenvåningen finns förstuga och tambur, vilka ligger öster om byggnadens mitt, eftersom huset förlängts mot väster på 1830-talet. Innanför tamburen ligger en salong som används som samlingslokal. Öster om denna ligger enligt 1917 års ritning före detta pastorns rum. Före detta kontoret för pastorsexpeditionen finns kvar i husets sydöstra hörn, men ett arkivrum i anslutning till detta kontoret har byggts om till en tillgänglig toalett med en ny dörröppning mot förstugan. Rummen väster om tambur och salong utgör numera bottenvåningens mittparti med matsal med öppen spis i söder och en sängkammare som numera tjänstgör som andaktsrum mot norr. I husets västra del fanns tidigare kök och barnkammare, här är nu kontor och ett modernt kök.
På vindsvåningen finns vid gavlarna före detta gästrum som nu nyttjas till fritidsverksamhet. Närmast östra vindskammaren finns en korridor med dörrar till vindsskrubbar på ömse sidor. I mitten och mot västra kammaren har samlingslokaler inretts omkring mitten av 1900-talet, här finns sedan tidigare en öppen spis.
Under den tillbyggda västra delen finns två ursprungliga källarvalv av tegel, resten av källaren har tillkommit i modern tid och är gjuten i betong.

### Västra flygeln
Västra flygeln har en sockel av natursten och en del tegel, enstaka hörnstenar är släthuggna. Sockeln har strukits med stenkolstjära och senare täckts med kalkputs som gråmålats. Timmerstommen är klädd med faluröd locklistpanel. Vita fönster och dörromfattningar, dörrar är blekt ockragula. Fönster med spröjsade enkelbågar. Drängstugan har en gammal bräddörr och garaget en ny garageport tillverkad i gammal stil.
Garagedelen av byggnaden kan vara senare påbyggd, på vinden ser man att mellanväggen är en rödmålad före detta yttervägg. Byggnadens äldre del har varit drängstuga och har inte renoverats i modern tid. Innanför ytterdörren till höger finns en kammare med kakelugn och tapetklädda väggar. Ett rum i väster är före detta kök med nisch för järnspis och masonitklädda väggar. I söder finns ett större rum med öppen spis och masonit på väggarna. Vinden har en kammare i söder och ett rum ovanpå garaget, dessa rum har brädgolv med spånisolering men är inte inredda ytterligare.

### Vedbod
Vedboden är uppförd i stolpverkskonstruktion och klädd med faluröd locklistpanel. Sockeln är av grovhuggen granit, sadeltaket är täckt med tvåkupigt tegel. Troligen ursprunglig svarttjärad bräddörr och vita spröjsade tvåluftsfönster med sex små rutor i varje båge.